# Emerine
Emerine is een eiwit dat bij mensen wordt gecodeerd door het EMD-gen, ook wel het STA-gen genoemd. Emerine is, samen met LEMD3, een LEM-domeinbevattend integraal eiwit dat voorkomt in het binnenste kernmembraan bij gewervelde dieren. Emerine komt sterk tot expressie in hart- en skeletspieren. In de hartspier lokaliseert emerine zich om naar de zonula adhaerens binnen intercalaire schijven waar het betrokken is in de mechanische signaaltransductie van bèta-catenine. Mutaties in emerine veroorzaken een X-chromosomale recessieve spierdystrofie, afwijkingen in de hartgeleiding en dilaterende cardiomyopathie.

## Structuur
Emerine is een eiwit van 29,0 kDa dat uit 254 aminozuren bestaat. Emerine is een serinerijk eiwit met aan de N-terminus een hydrofoob gebied van 20 aminozuren. Dit gebied wordt geflankeerd door geladen residuen. Het hydrofobe gebied is waarschijnlijk nodig om het eiwit te verankeren in een membraan, met de geladen terminale staarten aan de cytoplasmazijde. In de hartspieren, skeletspieren en gladde spierweefsels lokaliseert emerine zich naar het binnenste kernmembraan. De expressie van emerine is het hoogst in de skelet- en hartspier. Binnen de hartspierweefsels bevindt emerine zich voornamelijk in de zonula adhaerens van de intercalaire schijven.

## Functie
Emerine komt voor in het kernmembraan en is als zodanig onderdeel van de kernlamina. Het speelt een rol bij de verankering van de kernlamina aan het cytoskelet en is daardoor van belang bij de structurele integriteit van de celkern. Spierdystrofie van Emery-Dreifuss is een erfelijke degeneratieve myopathie als gevolg van een mutatie in het EMD-gen (klinisch ook wel bekend als STA-gen). Emerine lijkt betrokken te zijn bij mechanotransductie. In hartspierweefsel vormt emerine een complex met bèta-catenine. Hartcellen waarin emerine afwezig is vertonen een afwijkende architectuur en een verstoring van intercalaire schijven. Deze interactie wordt vermoedelijk gereguleerd door glycogeensynthase-kinase-3-bèta (GSK3B).